# Ненад Ерич
Ненад Ерич (серб. Ненад Ерић / Nenad Erić; нар. 26 травня 1982, Пожега, СФРЮ) — казахський та сербський футболіст, воротар. П'ятиразовий чемпіон Казахстану (2014, 2015, 2016, 2017, 2018, 2019) у складі клубу «Астана».

## Клубна кар'єра
Народився в невеликому сербському містечку Пожега. У 17 років розпочав виступати за місцевий клуб другого дивізіону «Слога». Сезон 2002 року провів у «Радничках». Потім п'ять років виступав в ОФК (Белград), але часто віддавався в оренду різним сербським клубам, допоки в 2007 році «Борац» з Чачака не викупив трансфер футболіста. Головним тренером клубу був Міодраг Божович, який з 2008 року тренував російські клуби «Амкар», ФК «Москва», «Динамо» й «Локомотив».
Ерич також вибрав Росію. У 2008 році він перейшов з «Бораца» за 300 тисяч євро в новосибірську «Сибір», підписавши дворічний контракт. Але з другого кола сезону 2008 року в Першому дивізіоні вже грав в оренді в барнаульскому «Динамо». У 2009 році повернувся в «Сибір», але провів лише один кубковий матч. Відсутність ігрової практики змусило його переїхати в Казахстан.
У 2010 році підписав контракт на один рік з «Кайратом», який повернувся в еліту футболу країни. А в 2011 році перейшов в астанинський «Локомотив», але 20 травня 2011 року клуб було перейменовано в «Астану». І саме в «Астані» Ерич домігся всіх своїх успіхів. Ненад спочатку виграв Кубок Казахстану 2012 року, потім завоював срібні медалі чемпіонату 2013 року, потім шість років поспіль ставав чемпіоном Казахстану (2014—2018), попутно вигравши Суперкубок Казахстану 2015, 2018 та 2019 років і Кубок Казахстану 2016 року. За підсумками сезонів 2012 і 2013 років був включений в символічну збірну легіонерів казахстанської прем'єр-ліги. Він залишався в «Астані» до завершення кар'єри на початку 2021 року. За 10 сезонів у клубі Ненад став абсолютним рекордсменом за кількістю ігор за команду — 318 ігор, більшість з яких він виводив команду з капітанською пов'язкою. Крім цього, Ненаду належить рекорд за кількостю сухих матчів за клуб, а також він має у своєму активі дві результативні передачі. За це рішенням керівництва клубу ігровий номер 1 було виведено з обігу команди «Астана» та закріплено за гравцем.

## Кар'єра в збірній
13 червня 2014 року Ерич отримав казахстанське громадянство і дебютував за збірну Казахстану під керівництвом Юрія Красножана 18 лютого 2015 року в Туреччині в товариському матчі з Молдовою (1:1). Вийшов у стартовому складі і пропустив свій перший м'яч. У лютому 2019 року Ерич заявив, що завершить кар’єру у збірні після закінчення участі Казахстану в Лізі націй УЄФА 2018/19. Його останнім міжнародним матчем став матч Ліги націй проти Латвії в листопаді 2018 року. Загалом він провів за збірну 8 ігор і пропустив 8 голів.

## Статистика виступів

### Клубна
| Клуб                       | Сезон             | Ліга                           | Ліга  | Ліга | Нац. кубок | Нац. кубок | Континент. кубок | Континент. кубок | Інші  | Інші | Загалом | Загалом |
| Клуб                       | Сезон             | Дивізіон                       | Матчі | Голи | Матчі      | Голи       | Матчі            | Голи             | Матчі | Голи | Матчі   | Голи    |
| -------------------------- | ----------------- | ------------------------------ | ----- | ---- | ---------- | ---------- | ---------------- | ---------------- | ----- | ---- | ------- | ------- |
| Слога (Пожега)             | 1999-2000         | Сербська ліга                  | 3     | 0    |            |            | -                | -                | -     | -    | 3       | 0       |
| Слога (Пожега)             | 2000–01           | Сербська ліга                  | 32    | 0    |            |            | -                | -                | -     | -    | 32      | 0       |
| Слога (Пожега)             | 2001–02           | Сербська ліга                  | 10    | 0    |            |            | -                | -                | -     | -    | 10      | 0       |
| Слога (Пожега)             | Загалом           | Загалом                        | 45    | 0    |            |            | -                | -                | -     | -    | 45      | 0       |
| Раднички 1923              | 2001–02           | Перша ліга Сербії і Чорногорії | 20    | 0    |            |            | –                | –                | –     | –    | 20      | 0       |
| ОФК Белград                | 2003–04           | Перша ліга Сербії і Чорногорії | 1     | 0    |            |            |                  |                  | -     | -    | 1       | 0       |
| ОФК Белград                | 2005–06           | Перша ліга Сербії і Чорногорії | 23    | 0    |            |            | 2                | 0                | -     | -    | 25      | 0       |
| ОФК Белград                | Загалом           | Загалом                        | 24    | 0    |            |            | 2                | 0                | -     | -    | 26      | 0       |
| Біг Булл Раднички (оренда) | 2002–03           | Друга ліга Сербії і Чорногорії | 17    | 0    |            |            | –                | –                | -     | -    | 17      | 0       |
| Мачва (Шабац) (оренда)     | 2003–04           | Друга ліга Сербії і Чорногорії | 18    | 0    |            |            | –                | –                | -     | -    | 18      | 0       |
| Мачва (Шабац) (оренда)     | 2004–05           | Сербська Друга ліга            | 11    | 0    |            |            | –                | –                | -     | -    | 11      | 0       |
| Борац (Чачак) (оренда)     | 2006–07           | Суперліга (Сербія)             | 22    | 0    |            |            | –                | –                | -     | -    | 22      | 0       |
| Борац (Чачак)              | 2007–08           | Суперліга (Сербія)             | 17    | 0    |            |            | –                | –                | -     | -    | 17      | 0       |
| Сибір (Новосибірськ)       | 2008              | Перший дивізіон Росії          | 1     | 0    |            |            | –                | –                | -     | -    | 1       | 0       |
| Сибір (Новосибірськ)       | 2009              | Перший дивізіон Росії          | 0     | 0    |            |            | –                | –                | -     | -    | 0       | 0       |
| Сибір (Новосибірськ)       | Загалом           | Загалом                        | 1     | 0    |            |            | -                | -                | -     | -    | 1       | 0       |
| Динамо (Барнаул) (оренда)  | 2008              | Перший дивізіон Росії          | 20    | 0    |            |            | –                | –                | -     | -    | 20      | 0       |
| Кайрат                     | 2010              | Прем'єр-ліга (Казахстан)       | 31    | 0    |            |            | –                | –                | 0     | 0    | 31      | 0       |
| Астана                     | 2011              | Прем'єр-ліга (Казахстан)       | 31    | 0    | 1          | 0          | -                | -                | 0     | 0    | 32      | 0       |
| Астана                     | 2012              | Прем'єр-ліга (Казахстан)       | 22    | 0    | 8          | 0          | -                | -                | 0     | 0    | 30      | 0       |
| Астана                     | 2013              | Прем'єр-ліга (Казахстан)       | 32    | 0    | 1          | 0          | 2                | 0                | 1     | 0    | 36      | 0       |
| Астана                     | 2014              | Прем'єр-ліга (Казахстан)       | 14    | 0    | 2          | 0          | 7                | 0                | -     | -    | 23      | 0       |
| Астана                     | 2015              | Прем'єр-ліга (Казахстан)       | 25    | 0    | 3          | 0          | 10               | 0                | 1     | 0    | 39      | 0       |
| Астана                     | 2016              | Прем'єр-ліга (Казахстан)       | 30    | 0    | 0          | 0          | 11               | 0                | 1     | 0    | 42      | 0       |
| Астана                     | 2017              | Прем'єр-ліга (Казахстан)       | 10    | 0    | 1          | 0          | 7                | 0                | 1     | 0    | 19      | 0       |
| Астана                     | 2018              | Прем'єр-ліга (Казахстан)       | 20    | 0    | 0          | 0          | 16               | 0                | 1     | 0    | 37      | 0       |
| Астана                     | 2019              | Прем'єр-ліга (Казахстан)       | 28    | 0    | 0          | 0          | 14               | 0                | 1     | 0    | 43      | 0       |
| Астана                     | 2020              | Прем'єр-ліга (Казахстан)       | 15    | 0    | 0          | 0          | 1                | 0                | 1     | 0    | 17      | 0       |
| Астана                     | Загалом           | Загалом                        | 227   | 0    | 16         | 0          | 68               | 0                | 7     | 0    | 318     | 0       |
| Усього за кар'єру          | Усього за кар'єру | Усього за кар'єру              | 453   | 0    | 16         | 0          | 70               | 0                | 7     | 0    | 546     | 0       |

### У збірній
| Казахстан | Казахстан | Казахстан |
| Рік       | Матчі     | Голи      |
| --------- | --------- | --------- |
| 2015      | 1         | 0         |
| 2018      | 7         | 0         |
| Загалом   | 8         | 0         |

## Досягнення
- Прем'єр-ліга
  -  Чемпіон (6): 2014, 2015, 2016, 2017, 2018, 2019

- Кубок Казахстану
  -  Володар (2): 2012, 2016

- Суперкубок Казахстану
  -  Володар (4): 2015, 2018, 2019, 2020